# ハインリヒ・マン

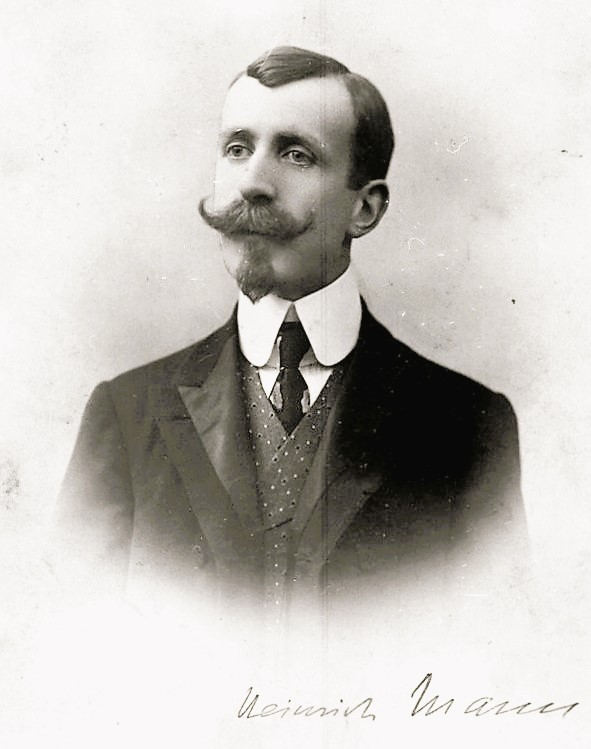
ハインリヒ・マン（1906年）

ルイス・ハインリヒ・マン（Luiz Heinrich Mann, 1871年3月27日 - 1950年3月11日）は、ドイツの作家、評論家。作家のトーマス・マンは弟。

## 生涯
リューベックに裕福な穀物商で船主の長男として生まれ育った。少年時代から作家を志し、内外の文学を読みふけっていた。
1889年に高校を卒業してドレスデンで書店員となり、この頃から小説を書き始めた。1890年にベルリンに出て、フィッシャー書店に勤め、ベルリン大学で哲学と文献学の講義を受けた。1891年に父が死去し、母と子供たちはミュンヘンに移り住んだ。ハインリヒは父の遺産によって、フランスを経てイタリアに赴き、フィレンツェに住んで画家を志したが、1895年に弟のトーマスがやって来るとローマ、パレストリーナで数か月を過ごし、文学への関心を高め、1896年にかけて雑誌『二十世紀』を刊行した。
1894年に最初の長篇小説『家庭のなか』を執筆。1900年に長編『無何有郷にて』を発表し、以後多くの長編、短篇を発表。しかし1900年に初の長編小説『ブッデンブローク家の人々』を出した弟トーマスに、名声の獲得では後れをとった。1905年発表の『ウンラート教授』はのち1930年に『嘆きの天使』としてマレーネ・ディートリヒ主演で映画化され、大ヒットした。

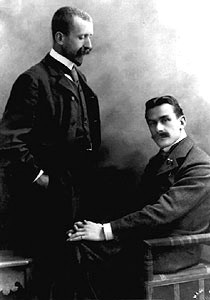
ハインリヒ・マン（左）とトーマス・マン（1900年）

『ウンラート教授』と同様に、当時の社会を諷刺した『臣下』『貧しき人々』『頭領』から成る三部作『帝国』を1911年から1925年にかけて発表、『臣下』は1915年に刊行したときに発禁となり、1918年に再刊された。1911年から劇作も手がけ、1912年執筆の『偉大なる愛』の舞台の稽古中に女優マリア・カノヴァ（Maria Kanová, 1886年 - 1947年）と知り合い、1914年に第一次世界大戦勃発直後に結婚した。
戦局がドイツに不利になってくると、大戦直前に執筆した長編『臣下』と、戦時中に執筆したエッセイ『ゾラ』(Zola) が、ドイツの敗北を予言し、その権威主義を批判したものとして、『臣下』他のハインリヒの旧作が驚くべき売れ行きを見せるようになった。戦後はヴァイマル共和国時代を代表する指導的な文学者、文芸評論家として活躍した。これらにおいてハインリヒは民主主義および統一ヨーロッパの思想を表明していたが、弟トーマスはドイツ文化の伝統を擁護する立場であり、『非政治的人間の考察』（1918年）で兄ハインリヒを弾劾した。

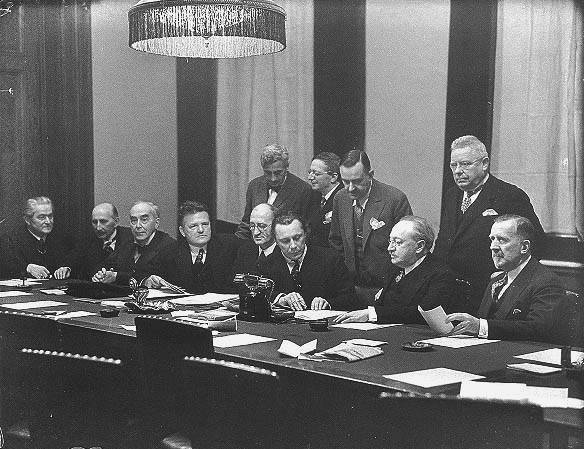
プロイセン芸術アカデミーにて（1929年・右端がハインリヒ）

1925年にピレネー山脈のふもとまで旅行し、その途中で執筆した短篇「コーベス」では近代産業社会の非人間性への諷刺を、表現主義的技法を用いて表した。1931年、プロイセン芸術アカデミーの文芸部門長となった。この時期は統一ヨーロッパ思想を保ちつつ、敗戦後ドイツの素朴な姿を描いた長編作品を執筆したが成功とはならなかった。1930年に妻マリアと離婚。
ナチスの勢力が大きくなってくるとハインリヒは警告を発したが、1933年にナチスが権力を掌握するとハインリヒはアカデミーを追放され、フランスへ脱出した。この時ナチスが行った焚書にハインリヒの著書も含まれており、続いてドイツ市民権も剥奪された。1935年にフランスで反ファシズム国際作家会議に出席、アンドレ・ジッド、ルイ・アラゴンらとともに人民戦線に参加。この頃にアンリ4世を主人公とした『アンリ四世の青春』、『アンリ四世の完成』2部作を完成した。
第二次世界大戦が始まり、1940年にドイツがフランスに侵攻すると、弟トーマスの後を追って当時の夫人ネリー・クレーガー（1944年12月17日に睡眠薬自殺）とともにリスボンを経てアメリカに渡った。ロサンゼルスに住み、いくつかの作品を書いたが、大きな注目はされず、難解とされている。戦後1947年にベルリン大学から名誉博士号授与、東ドイツ芸術アカデミー総裁に選ばれ、そのために帰国しようとした1950年に死去した。

## 作品

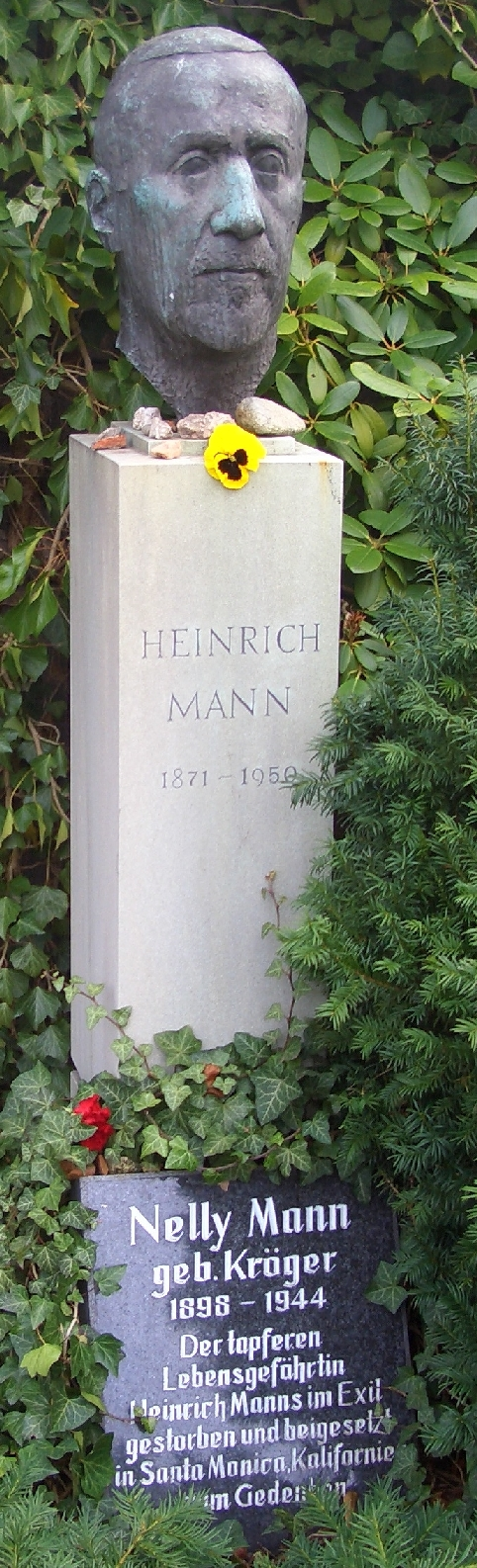
ハインリヒ・マンの墓

### 主な長篇小説
- 『ある家庭のなか』In einer Familie 1894年
- 『無何有郷にて』（または『逸楽境にて』）Im Schlaraffenland 1900年
- 『女神たち』Die Göttinnen 1903年
- 『愛の狩猟』Die Jagd nach Liebe 1903年
- 『ウンラート教授』Professor Unrat 1905年
- 『二つの種族の間』Zwischen den Rassen 1907年
- 『小さな町』Die kleine Stadt 1909年
- 『偉大なる愛』1912年（戯曲）
- 『臣民』Der Untertan 1915年（「帝国」三部作）
- 『貧しき人々』Die Armen 1917年（「帝国」三部作）
- 『頭領』Der Kopf 1925年（「帝国」三部作）
- 『母親マリー』1927年
- 『オイゲーニエ 市民時代』Eugénie oder Die Bürgerzeit 1928年
- 『大事件』Die große Sache 1930年
- 『まじめな生活』Ein ernstes Leben 1932年
- 『アンリ四世の青春』Die Jugend des Königs Henri Quatre 1935年
- 『アンリ四世の完成』Die Vollendung des Königs Henri Quatre 1938年
- 『一時代を検閲する』Ein Zeitalter wird besichtigt 1945年（自伝）
- 『リディッシュ』Lidice 1943年
- 『息』Der Atem 1949年
- 『この世で応援』『フリードリヒ大王の悲話』Die traurige Geschichte von Friedrich dem Großen 1950年（遺稿）

### 評論集
- 『権力と人間』1919年
- 『理性の独裁』1923年
- 『七年間』1931年
- 『精神と行為』Geist und Tat 1931年
- 『憎悪』Der Haß, deutsche Geschichte 1933年
- 『日は来る』1936年
- 『勇気』1939年

### 日本語訳
長編小説
- 『歎きの天使』和田顕太郎訳　世界文学全集：新潮社、1932年
- 『伯林ソナータ』小林繁訳 春陽堂 1930年（『無何有郷にて』）
- 『臣下（臣民）』小栗浩ほか訳（筑摩書房版『世界文学全集45 H・マン集』）1970年
- 『息吹き』片岡啓治訳 恒文社 1972年
- 『アンリ四世の青春』小栗浩訳（晶文社）1973年
- 『アンリ四世の完成』小栗浩訳（晶文社）1989年
- 『小さな町』山口裕訳（三修社）2001年
- 『ウンラート教授 あるいは、一暴君の末路』今井敦訳（松籟社）2007年
  - 『ウンラート教授　あるいは一暴君の末路』今井敦訳 岩波文庫 2024年

短編小説
- 『三分間のローマンス 外四』青木武雄訳 新潮社 1924年
- 『ハインリヒ・マン短篇集 全3巻』（松籟社）
第1巻（初期篇）（奇蹟）』三浦淳訳 1998年
第2巻（中期篇）（ピッポ・スパーノ）』三浦淳・日台なおみ・原口健治・田村久男共訳 1999年
第3巻（後期篇）（ハデスからの帰還）』三浦淳・杉村涼子・岡本亮子・小川一治・田村久男共訳 2000年

エッセイ
- 『歴史と文学』小栗浩訳（晶文社）1971年